# Gare de Saint-Léger-sur-Dheune
La gare de Saint-Léger-sur-Dheune est une halte ferroviaire française située sur la commune de Saint-Léger-sur-Dheune dans le département de Saône-et-Loire et la région Bourgogne-Franche-Comté. 
Mise en service en 1861 par la Compagnie des chemins de fer de Paris à Lyon et à la Méditerranée (PLM), c'est une gare voyageurs de la Société nationale des chemins de fer français (SNCF).

## Situation ferroviaire
Établie à 234 mètres d'altitude, la gare de Saint-Léger-sur-Dheune est située au point kilométrique (PK) 149,297 de la ligne de Nevers à Chagny entre les gares ouvertes de Montchanin et de Cheilly-lès-Maranges, (s'intercalent les gares fermées de Saint-Bérain-sur-Dheune et de Saint-Gilles).

## Histoire
La gare de Saint-Léger-sur-Dheune est mise en service le 21 septembre 1861 par la Compagnie des chemins de fer de Paris à Lyon et à la Méditerranée (PLM), lorsqu'elle ouvre à l'exploitation la première section de Montceau-les-Mines à Chagny, de sa « ligne de Chagny à Moulins ».
Après la création de la Société nationale des chemins de fer français (SNCF) la ligne prend le nom de ligne de Nevers à Chagny, n°760000.

## Service voyageurs

### Accueil
Halte SNCF, c'est un point d'arrêt non géré (PANG) à entrée libre.

### Dessertes
Saint-Léger-sur-Dheune est desservie par des trains du réseau TER Bourgogne-Franche-Comté (ligne Montchanin - Chalon-sur-Saône).